# Discovery (東京事変の映像作品)
『Discovery』（ディスカバリー）は、2011年に行われた東京事変の全国ツアーおよびその模様を収録したライブ映像集で、2012年2月15日にDVDとBlu-rayが発売された。発売元はEMIミュージック・ジャパン。

## 概要
本作は東京事変が5作目のスタジオ・アルバム『大発見』のアルバム発売ツアーとして行った「東京事変 Live Tour 2011 Discovery」より、追加公演である12月7日の東京国際フォーラム ホールA公演を完全収録。ジャケット写真は、12月2日の東京国際フォーラム ホールA公演終了後に撮影されたものが使われている。
DVDは初週2.1万枚を売り上げ2012年2月27日付オリコン週間DVDランキングで初登場総合首位を獲得した。これはそれまでの記録最高2位を更新する自身初の総合首位となった。
初回生産分のみ、スリーブケース仕様。 

## 収録曲
全作詞：椎名林檎（注記を除く）
| #   | タイトル                           | 作詞 | 作曲              |
| --- | ---------------------------------- | ---- | ----------------- |
| 1.  | 「天国へようこそ」                 |      | 椎名林檎          |
| 2.  | 「空が鳴っている」                 |      | 亀田誠治          |
| 3.  | 「風に肖って行け」                 |      | 伊澤一葉          |
| 4.  | 「カーネーション」                 |      | 椎名林檎          |
| 5.  | 「海底に巣くう男」(作詞：浮雲)     |      | 浮雲              |
| 6.  | 「カリソメ乙女」                   |      | 椎名林檎          |
| 7.  | 「禁じられた遊び」                 |      | 伊澤一葉 椎名林檎 |
| 8.  | 「恐るべき大人達」                 |      | 亀田誠治 椎名林檎 |
| 9.  | 「かつては男と女」                 |      | 浮雲              |
| 10. | 「ハンサム過ぎて」(作詞：児玉裕一) |      | 椎名林檎          |
| 11. | 「秘密」                           |      | 椎名林檎          |
| 12. | 「某都民」                         |      | 浮雲              |
| 13. | 「ドーパミント！」                 |      | 伊澤一葉          |
| 14. | 「女の子は誰でも」                 |      | 椎名林檎          |
| 15. | 「歌舞伎」                         |      | 椎名林檎          |
| 16. | 「ミラーボール」(作詞：浮雲)       |      | 浮雲              |
| 17. | 「能動的三分間」                   |      | 椎名林檎          |
| 18. | 「OSCA」(作詞：浮雲)               |      | 浮雲              |
| 19. | 「絶対値対相対値」                 |      | 伊澤一葉 椎名林檎 |
| 20. | 「電波通信」                       |      | 伊澤一葉          |
| 21. | 「電気のない都市」                 |      | 伊澤一葉          |
| 22. | 「21世紀宇宙の子」                 |      | 亀田誠治 伊澤一葉 |
| 23. | 「閃光少女」                       |      | 亀田誠治          |
| 24. | 「今夜はから騒ぎ」                 |      | 椎名林檎          |
| 25. | 「群青日和」                       |      | H是都M            |
| 26. | 「新しい文明開化」                 |      | 伊澤一葉 椎名林檎 |

## 東京事変 Live Tour 2011 Discovery
『東京事変 Live Tour 2011 Discovery』（とうきょうじへん ライブツアー 2011 ディスカバリー）は、東京事変が2011年9月から12月にかけて開催したコンサートツアー。2010年に開催されたツアー「東京事変 live tour 2010 ウルトラC」より約1年4ヶ月ぶりとなる。当初は12月2日が最終公演日だったが、後に4公演の追加が発表された。公演数は26公演と過去最多である。
ツアーの舞台・映像演出に、東京事変の数々のミュージック・ビデオを監督してきた児玉裕一を迎え、映像とライヴサウンドのシンクロを多用したエンターテインメント性の高いステージが展開された。

### ツアーの日程
| 2011年9月30日  | 東京   | 府中の森芸術劇場                 |
| 2011年10月2日  | 静岡   | 静岡市民文化会館                 |
| 2011年10月7日  | 宮城   | 仙台サンプラザホール             |
| 2011年10月8日  | 岩手   | 岩手県民会館大ホール             |
| 2011年10月10日 | 北海道 | ニトリ文化ホール                 |
| 2011年10月14日 | 石川   | 本多の森ホール                   |
| 2011年10月16日 | 新潟   | 新潟県民会館                     |
| 2011年10月19日 | 埼玉   | 大宮ソニックシティ               |
| 2011年10月25日 | 福岡   | 福岡サンパレスホテル&ホール      |
| 2011年10月26日 | 福岡   | 福岡サンパレスホテル&ホール      |
| 2011年10月28日 | 鹿児島 | 鹿児島市民文化ホール第一         |
| 2011年11月3日  | 兵庫   | 神戸国際会館                     |
| 2011年11月4日  | 岡山   | 倉敷市民会館                     |
| 2011年11月6日  | 広島   | 広島市文化交流会館               |
| 2011年11月12日 | 愛知   | 名古屋センチュリーホール         |
| 2011年11月13日 | 愛知   | 名古屋センチュリーホール         |
| 2011年11月16日 | 神奈川 | 神奈川県民ホール                 |
| 2011年11月22日 | 大阪   | グランキューブ大阪メインホール   |
| 2011年11月23日 | 大阪   | グランキューブ大阪メインホール   |
| 2011年11月25日 | 香川   | アルファあなぶきホール・大ホール |
| 2011年12月1日  | 東京   | 東京国際フォーラム ホールA       |
| 2011年12月2日  | 東京   | 東京国際フォーラム ホールA       |
| 追加公演       |        |                                  |
| 2011年12月6日  | 東京   | 東京国際フォーラム ホールA       |
| 2011年12月7日  | 東京   | 東京国際フォーラム ホールA       |
| 2011年12月24日 | 青森   | 青森市文化会館                   |
| 2011年12月26日 | 福島   | いわき芸術文化交流館アリオス     |